# 3-(4-Hidroxifenil)propionamida
3-(4-Hidroxifenil)propionamida é o composto orgânico de fórmula C9H11NO2 e massa molecular 165,19. Tem também nomes como fármaco também Phoretamide, Phloretamide. É classificado com o número CAS 23838-70-2, CBNumber CB7290882 e MOL File 23838-70-2.mol.